# اولین توماس
اِوِلین توماس (انگلیسی: Evelyn Thomas؛ زادهٔ ۱۹۵۳ (۷۱–۷۲ سال)) یک موسیقی‌دان اهل ایالات متحده آمریکا است. وی از سال ۱۹۷۶ میلادی تاکنون مشغول فعالیت بوده‌است.